# Congregazionalismo
Il congregazionalismo è una forma di governo della chiesa secondo il quale ciascuna chiesa locale si organizza e si gestisce in modo indipendente e autonomo; ciascuna congregazione è pertanto "sovrana".
La forma congregazionalista ha origine dall'anabattismo e venne accolta dal puritanesimo inglese tra il XVI ed il XVII secolo; fu adottata in seguito da molte Chiese riformate conosciute come "Chiese libere".

## Storia
I primi congregazionalisti puritani, detti "puritani separatisti", tentarono di imporre in parlamento la propria riforma religiosa sulla Chiesa d'Inghilterra durante il protettorato di Oliver Cromwell, subito dopo la fine della Rivoluzione inglese (1642-1649), ma i loro piani vennero osteggiati dal ritorno sul trono di Carlo II Stuart. Perseguitati, si rifugiarono prima nei Paesi Bassi, dove vennero influenzati dagli anabattisti mennoniti, poi tornarono in patria, subendo altri soprusi da parte di Carlo II, infine gli fu conferita la libertà religiosa da Guglielmo III.
I primi ad accogliere questa forma di essere Chiesa furono soprattutto alcune Chiese battiste e puritane, che si diffusero anche negli Stati Uniti. Gli aderenti a questa forma ecclesiale sono organizzati in congregazioni indipendenti da qualsiasi giurisdizione che non sia l'autorità della congregazione stessa.

## Teologia
I Riformati congregazionalisti sono protestanti che seguono la dottrina di Giovanni Calvino, credono nella Santissima Trinità, sostengono il sacerdozio universale e hanno solo due sacramenti, battesimo e Cena del Signore.
Nel rispetto della teologia di Calvino, i principi dottrinali del congregazionalismo si possono trovare nella Dichiarazione di Savoy del 1658 e, con una leggera modifica, nella Confessione di fede di Westminster. I congregazionalisti riformati  pongono molta enfasi sul rapporto tra i fedeli e Dio, concepito come "Alleanza" e realizzato nella costituzione democratica e nella libertà delle varie congregazioni.

## Separazioni e attualità
A partire dalla fine dell'epoca puritana e dalla confluenza della maggior parte dei puritani nel presbiterianesimo e nel battismo, le Chiese congregazionaliste rimasero per certi versi isolate, una realtà separata dal resto del calvinismo. Alcune di esse, allontanatesi dal cristianesimo tradizionale, rifiutarono la dottrina della Trinità, diventando unitariane; sono escluse dal partecipare al Consiglio ecumenico delle Chiese.
Oggi la maggior parte delle Chiese congregazioniste inglesi che si rifanno alla tradizione calvinista fanno parte della United Reformed Church, mentre quelle statunitensi della Chiesa unita di Cristo.
Nel corso del tempo alcune delle nuove denominazioni evangeliche hanno accolto il congregazionalismo e la sua organizzazione. In particolare molte tra le Chiese pentecostali.